# Forever Young (film, 1989)
Pour les articles homonymes, voir Forever Young.
Pour plus de détails, voir Fiche technique et Distribution.
Forever Young (返老還童, Fan lao hai tong, litt. « Rajeunissement ») est une comédie hongkongaise produite et réalisée par Eric Tsang et sortie en 1989 à Hong Kong.
Elle totalise 8 116 984 HK$ de recettes au box-office.

## Synopsis
Cinq orphelins sont élevés comme des frères. Devenus adultes, ils s'offrent un voyage en Thaïlande où un sorcier local leur offre un breuvage pouvant faire redevenir enfant. Des voleurs les attaquent et les obligent à tester la potion. Les secours interviennent après que quatre d'entre eux ont réduit de taille. Le sorcier a cependant oublié comment inverser le processus et le groupe rentre à Hong Kong. Les quatre adultes redevenus des enfants doivent alors aller à l'école primaire.

## Fiche technique
- Titre original : 返老還童
- Titre international : Forever Young
- Réalisation : Eric Tsang
- Scénario : Wong Jing
- Direction artistique : Yin Fang
- Costumes : Chan Koo-fong
- Photographie : Jingle Ma (en)
- Montage : Chi Chuen
- Musique : Lowell Lo
- Production : Eric Tsang
- Société de production : Friends Cheer Limited, Golden Harvest et Paragon Films
- Société de distribution : Golden Harvest
- Pays d'origine :  Hong Kong
- Langue originale : cantonais
- Format : couleur
- Genre : comédie d'action
- Durée : 90 minutes
- Dates de sortie :
  - Hong Kong : 13 juillet 1989

## Distribution
- Eric Tsang
- Natalis Chan
- Wilson Lam
- Ray Lui
- Ricky Hui
- Ellen Chan
- Meg Lam
- Maria Tung Ling
- Danny Summer
- Ram Chiang (en)
- Ku Pao-ming (en)
- Gregory Lee
- Augustine Lee